# DR 137 153 … 234
Als DR 137 153 bis 154 und 137 233 bis 234 wurden die Schnellverbrennungstriebzüge (SVT) der „Bauart Leipzig“ der Deutschen Reichsbahn bezeichnet.

## Geschichte
Der erhebliche Erfolg des „Fliegenden Hamburgers“ und der daraus entwickelten „Bauart Hamburg“ führte bald zum Wunsch nach mehr Plätzen. Daraufhin wurde die Bauart „Leipzig“ als dreiteiliger Triebzug entwickelt, der 139 Sitzplätze bot. Zusätzlich zur 2. Wagenklasse gab es auch einen Abschnitt 3. Klasse. Die Züge mit den Nummern 153–154 erhielten eine hydraulische Kraftübertragung mit Strömungsgetrieben von Voith, während die Nummern 233 und 234 einen dieselelektrischen Antrieb erhielten.
Mit den SVT 137 233 und 234 wurden zu Luftwiderstands-Messungen Versuchsfahrten vom Lokomotiv-Versuchsamt Grunewald durchgeführt. Dabei erreichte einer der beiden Züge am 17. Februar 1936 eine Geschwindigkeit von 205 km/h, die bisher von keinem vergleichbaren Schienenfahrzeug erreicht worden war.
Ab dem 15. Mai 1936 wurden Triebzüge dieser Bauart im damaligen Fernschnelltriebwagen-Netz (FDt) auf der Strecke Berlin–Breslau–Beuthen eingesetzt. Es waren die einzigen FDt-Züge, die auch die 3. Klasse anboten. Sie legten diese Strecke fahrplanmäßig in nur 4:17 h zurück, die erreichte Durchschnittsgeschwindigkeit lag bei 109 km/h. Diese Zugverbindung ist auch unter dem Namen der „Fliegende Schlesier“ bekannt. Am 22. August 1939 wurde das Fernschnellzugnetz der Deutschen Reichsbahn wegen der Vorbereitungen zum Überfall auf Polen eingestellt und die Züge abgestellt.
Der 137 153 wurde nach 1945 von den Sowjetischen Eisenbahnen übernommen und als DP-15 bezeichnet. Er kam Mitte Februar 1946 nach Ramenskoje, wo er an die russische Breitspur angepasst wurde. Ab August 1946 wurde er dann für mehrere Jahre bis zu seiner Ausmusterung auf den transkaukasischen Strecken eingesetzt. 137 234 ging an die polnische Staatsbahn PKP. Die beiden verbleibenden Züge nahmen ab 1949 den FD-Verkehr wieder auf. SVT 137 154 wurde zunächst als FDt 54/55 Berlin–Prag eingesetzt, später als FDt 143/144 Berlin–Erfurt.
Im Zuge eines Tausches kam der 137 234 aus Polen zur DR und wurde unter Verwendung des 137-226b-Wagens der Bauart „Hamburg“ zu einem vierteiligen Zug verlängert. Ab 1957 bediente er als FDt 54/55 „Vindobona“ die Strecke Berlin–Prag–Wien. 1959 wurde er aus dem Linienverkehr gezogen und zum Regierungszug umgebaut. 1970 erhielt er die Nummer 183 251, am 6. Dezember 1973 wurde er außer Dienst gestellt. Nach einstweiligem Einsatz als Jugendclub an der Ostsee konnte er schließlich vom Eisenbahn-Kurier-Verlag erworben werden. Im Bw Leipzig-Süd, wo schon die Aufarbeitung des zweiteiligen SVT 137 225 vom Typ „Hamburg“ durchgeführt wurde, wurde der Zug bis zum Jahre 1993 restauriert. Der Triebwagen stand einige Jahre beim EK-Verlag in Freiburg im Breisgau.
Zum 100. Betriebsjubiläum des Schienenfahrzeugwerkes Delitzsch am 30. August 2008 kam es auf Veranlassung von dessen Geschäftsführer Hubertus Fischer zu einer Aufstellung der letzten drei historischen Schnellverbrennungstriebwagen 137 856 Bauart „Köln“, 137 225 Bauart „Hamburg“ und 137 234 Bauart „Leipzig“, die es so seit Jahrzehnten nicht mehr gegeben hatte. Heute steht der Triebwagen im Schienenfahrzeugwerk Delitzsch und wird vom „Förderverein Dieselschnelltriebwagen SVT“ aufgearbeitet.

## Konstruktive Merkmale

### Wagenbaulicher Teil
Im Gegensatz zu den vorher erschienenen Triebwagen der SVT Hamburg bestand dieser Triebwagen aus zwei End- und einem Mittelwagen. Die Verbindung zwischen den einzelnen Wagen wurde mit Jakobs-Drehgestellen, die die vier elektrischen Fahrmotoren der Triebwagen beinhalteten, durchgeführt. Die Wagenkasten waren in der Spantenbauart mit senkrechten Säulen aus gewalzten Profilen, einem durchgehenden Obergurt aus Stahlblech mit einer Stärke von 4 mm sowie Dachspriegeln aufgebaut. Die Dachhaut bestand aus Stahlblech mit einer Stärke von 1,5 mm, sie war an den Kopfenden wie bei der Bauart Hamburg mit Stahlblechkappen verstärkt. Die äußere Seiten- und Stirnwandbeblechung bestand aus mit Kupfer verstärktem Stahlblech, unterhalb der Brüstungsleiste betrug die Stärke 2,5 mm, oberhalb 2 mm. Zur Verminderung des aerodynamischen Widerstandes hatten die Fahrzeuge eine durchgehende Seitenwandschürze und zwischen den Drehgestellen eine Bodenschürze. Die drei Wagenkästen waren in der üblichen Bauart über die Drehgestelle miteinander verbunden. Sie besaßen Übergangsbrücken und die üblichen äußeren und inneren Faltenbälge. Das Untergestell bestand ebenfalls aus gewalzten Profilen, sie waren im Einstiegsbereich durch eingelegte Sickenbleche versteift. An den äußeren Kopfenden der Endwagen waren die selbsttätigen Scharfenbergkupplungen abgebracht, die bei dieser Baureihe noch ohne elektrische Kuppelmöglichkeit ausgeführt war. Als charakteristisches Merkmal hatten die Fahrzeuge zur Entstehungszeit eine Steckdose unterhalb der Scheinwerfer. Im Wagen a waren neben dem Maschinenraum ein Gepäckraum und 30 Sitzplätze in der 2. Klasse angeboten. Die Sitzplätze waren in geschlossenen Abteilen mit Seitengang ausgeführt. Die anderen beiden Wagen waren mit den Sitzplätzen der 3. Klasse ausgeführt. Im Mittelwagen b waren 70, im Endwagen c 39 Sitzplätze vorhanden, die in der Anordnung 0+4 mit offenem Seitengang ausgeführt waren. Die offenen Wände der 3. Klasse waren als halbhohe Trennwände ausgeführt. Die Türen für den Wagenkasten waren mit Ausnahme der Tür für den Post- / Gepäckraum als einteilige Schiebetüren mit einer lichten Weite von 760 mm ausgeführt. In der 3. Wagenklasse besaßen die Fenster eine Breite von 1000 mm, in der 2. Wagenklasse betrug die Fensterbreite 1200 mm.
Die Drehgestelle waren eine Schweißkonstruktion nach der Bauart Görlitz und dreifach abgefedert. Die Federung bei den Jacobs-Drehgestellen mit dem Wagenkasten wurde wie bei der Bauart Hamburg auf Grund der größeren Belastung doppelt ausgeführt. Die Bremse war als Hildebrand-Knorr-Bremse ausgeführt und wirkte als Außentrommelbremse auf alle Radsätze des Triebzuges. Zusätzlich war der Triebzug mit einer Magnetschienenbremse ausgerüstet. Jedes Drehgestell besaß einen Bremsmagneten mit unterschiedlicher Bremskraft. Die Bremswirkung der pneumatischen Bremse alleine reichte nicht aus, um bei einem Hauptsignalabstand von 1000 m den Zug mit einer Geschwindigkeit von 160 km/h dort zum Halten zu bringen. Mit Hilfe der Magnetschienenbremse, die nur bei Schnellbremsung wirkte, konnte der Triebzug mit einem Bremsweg von 900 m aus der Höchstgeschwindigkeit angehalten werden.

### Maschinenanlage
Um die höhere Belastung des Triebzuges durch den zusätzlichen Mittelwagen sicherzustellen, war das Kernstück der Maschinenanlage der aufgeladene Dieselmotor Maybach GO6, der bei den Wagen 153 und 154 mit dieselhydraulischer Kraftübertragung, bei den Wagen 233 und 234 mit dieselelektrischer Kraftübertragung den Triebzug antrieb. Bei der dieselelektrischen Variante waren alle Achsen außerhalb des Maschinengestelles mit elektrischen Fahrmotoren bestückt, bei der hydraulischen Variante waren die Achsen der Maschinendrehgestelle Antriebsachsen und die anderen Laufachsen.

#### Elektrische Kraftübertragung
Bei den Fahrzeugen mit der elektrischen Leistungsübertragung wurde diese im Wesentlichen von der Bauart Hamburg übernommen, die Elemente wurden lediglich auf die erhöhte Motorleistung des GO6-Motors angepasst und die neue RZM-Steuerung verbaut. Die Drehzahlveränderung des Dieselmotors erfolgte in fünf Stufen. Es war gewährleistet, dass jeweils die dem Maschinendrehgestell näher liegenden Fahrmotoren von diesem auch gespeist wurden.

#### Hydraulische Kraftübertragung

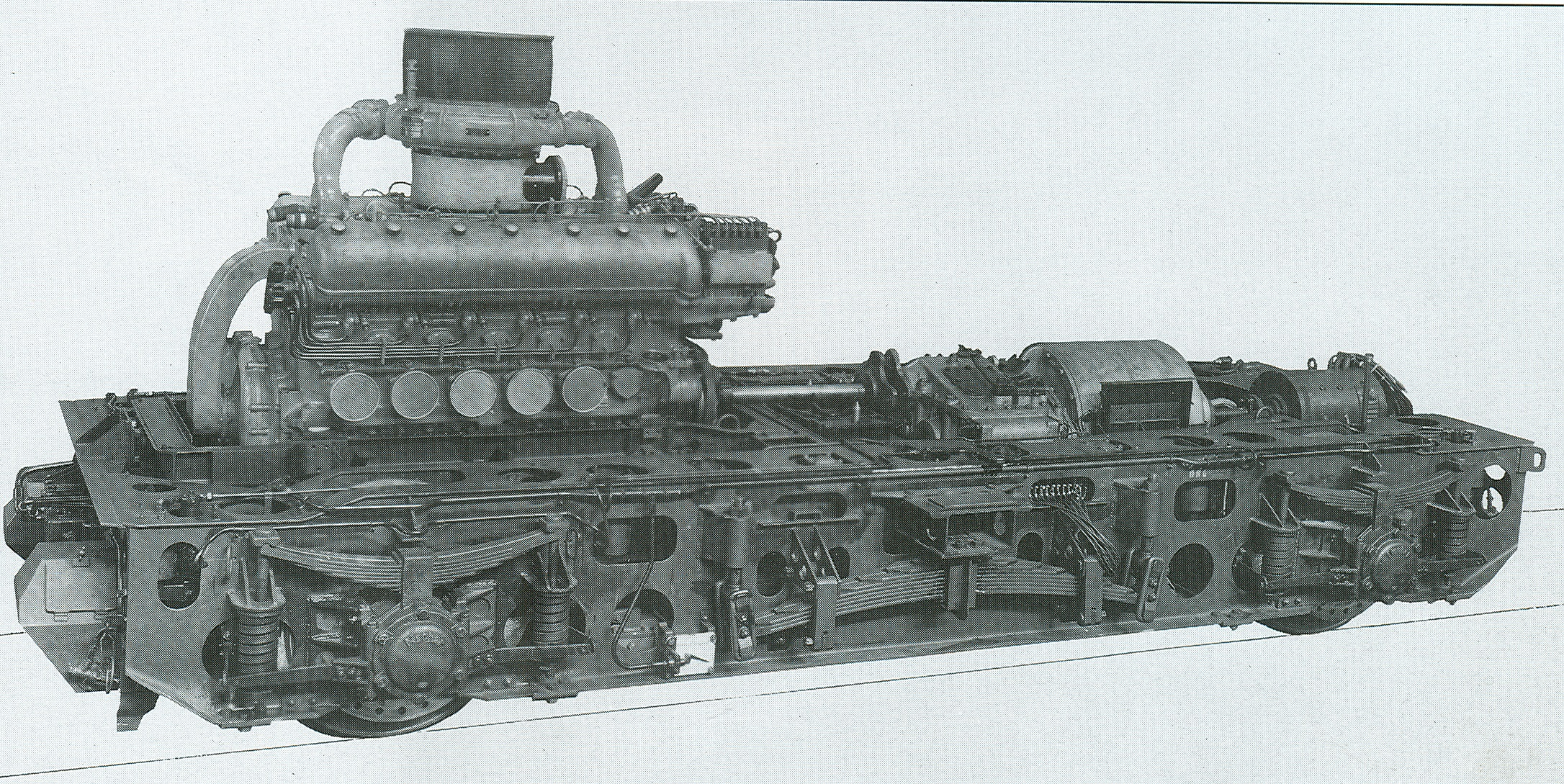
Maschinendrehgestell mit hydrodynamischer Kraftübertragung des SVT Leipzig; Werkfotografie von Voith

Nach den Versuchen mit dem DR 820 können die beiden Wagen 153 und 154 als die ersten Triebfahrzeuge der Deutschen Reichsbahn mit hydrodynamischer Kraftübertragung angesehen werden. Sie besaßen ein Zweiwandlergetriebe von Voith, bei dem der Anfahrwandler bis zu einer Geschwindigkeit von 105 km/h ausgefahren wurde (bei den Fahrstufen 1–3 bis 85 km/h). Das Umschalten zwischen den einzelnen Wandlern erfolgte bei der Bauart Leipzig noch von Hand durch einen Getriebeschalter auf dem Führerstand. Mit dem Getriebeabgang war ein Wendegetriebe verbunden, von dem die Achsen des Maschinendrehgestells mit Gelenkwellen angetrieben wurden. Der SVT 137 154 besaß versuchsweise eine Abschaltkupplung einer Achse bei Geschwindigkeiten größer als 30 km/h, so dass beim Anfahren beide Achsen angetrieben wurden, bei größeren Geschwindigkeiten dagegen nur eine. Das Wendegetriebe war pneumatisch nur im Stillstand schaltbar.
Die Fertigung der dieselhydraulischen Fahrzeuge verzögerte die fristgemäße Auslieferung der Fahrzeuge. Auch gab es mit dem Betrieb der dieselhydraulischen Fahrzeuge im Betrieb viele Schwierigkeiten; so liefen die Getriebe anfangs nur ca. 50.000 km störungsfrei, und die Ausbesserung bzw. der Tausch erforderten lange Stillstandszeiten.

### Hilfsanlagen
Für die Wasserkühlung der Motoren besaßen die Endwagen eine Unterflur-Kühlanlage. Die Luftkühlung des Wassers im Rippenrohrkühler war in beiden Antriebsvarianten verschieden; bei den hydraulischen Triebwagen wurden die Kühlelemente von vier Lüfterrädern gekühlt, die von der Getriebeeingangswelle angetrieben wurden. Bei einer Kühlwassertemperatur unter 55 °C wurden diese Lüfterräder abgeschaltet. Bei den dieselelektrischen Fahrzeugen waren nur zwei Lüfterräder vorhanden, sie waren von der Hauptgeneratorwelle angetrieben.
Beheizt wurde jeder Einzelwagen des Triebwagens von einer Luftheizung der Bauart Pintsch. Dabei wurde in den beiden Endwagen die Kühlwasserwärme der Dieselmotoren in einem Wasser-Luft-Wärmetauscher ausgenützt. In dem Mittelwagen war dafür ein ölbeheizter Wärmekessel vorhanden. Die Führerstände besaßen eine eigene elektrische Heizung.
Die Druckluft von 10 bar wurde von zwei Luftverdichtern erzeugt, die am Kurzkuppelende des Endwagens lagen und elektrisch angetrieben wurden. Gesammelt wurde die Druckluft in zwei Behältern von je 300 l Inhalt.
Die Fahrzeuge besaßen bereits ein Bordnetz von 110 V, das bei den dieselelektrischen Triebwagen von dem Hilfsgenerator, bei den dieselhydraulischen von einer Lichtmaschine, bzw. bei Stillstand von der Batterie gespeist wurde. Die Batterie konnte von einer stationären Anlage aufgeladen werden, dafür war eine Zeit von 5 h erforderlich. Sicherungstechnisch waren alle Triebwagen mit einer Sicherheitsfahrschaltung und einer Indusi ausgerüstet. Bei Ausfall der Indusi war die Höchstgeschwindigkeit des Triebwagens auf 120 km/h begrenzt. Beide verschiedenen Antriebsvarianten der Triebwagen konnten von einem Führerstand im Verband gesteuert werden. Dafür erhielt auch der dieselelektrische Triebwagen die Wendegetriebe-Kontrollleuchte, um die ordnungsgemäße Fahrtrichtung des gekuppelten hydraulischen Wagens überwachen zu können.

## Verbleib

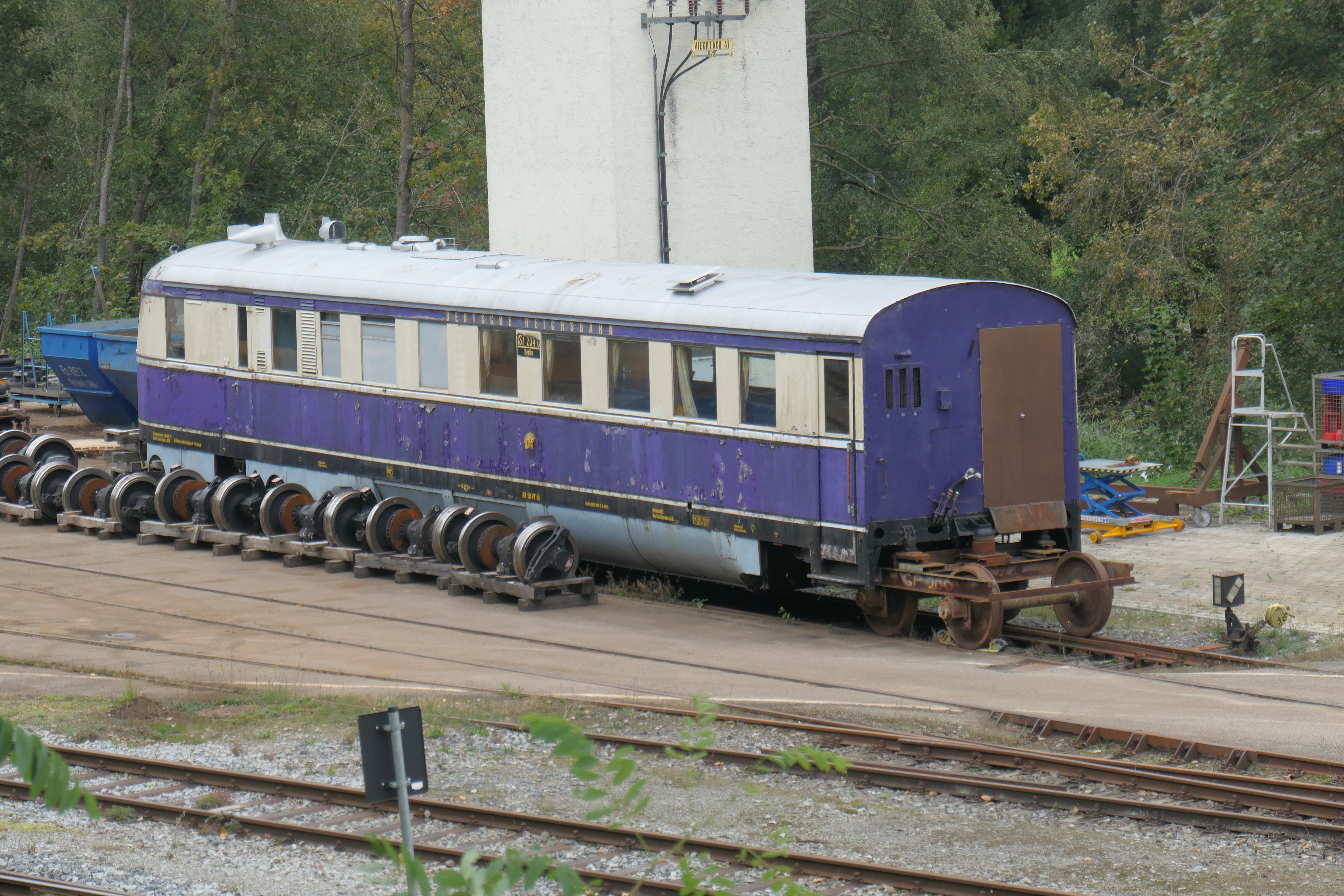
Endwagen des SVT Leipzig SVT 137 234c in Viechtach(2024)

Der Triebwagen war nach 2008, wenn auch nicht fahrfähig, auf diversen Ausstellungen ein begehrtes Objekt zur Präsentation einer Technik und Ausstattung vergangener Tage. Letztmalig wurde der Wagen 2017 zum Bahnhofsfest in Staßfurt gezeigt. 10 Jahre Abstellung haben allerdings auch die Spuren an dem Fahrzeug hinterlassen. Schon 2016 wurde vom Förderverein Dieselschnelltriebwagen SVT die Werkstatt der Regentalbahn in Viechtach beauftragt, weitere Instandhaltungsmaßnahmen wie Grundinstandsetzung und Wiederherstellung der Fahrfähigkeit vorzunehmen. Erst 2021 ist es zu einer Überführung des Fahrzeuges vom Ausbesserungswerk Delitzsch zu den Fahrzeugwerkstätten in Viechtach gekommen. Noch im selben Jahr wurde bei der Regentalbahn mit der Demontage des Triebwagens begonnen. In der Zwischenzeit wurde die Aufarbeitung verschiedener Unterbaugruppen in diversen Werkstätten durchgeführt. 2022 konnte die Aufarbeitung verschiedener kleinerer Baugruppen wie den Drehgestellen vermeldet werden. Aufgrund ungeklärter Eigentumsverhältnisse ist die Weiteraufarbeitung noch nicht beendet, und zum Oktober 2024 konnte vor der Fahrzeughalle Viechtach lediglich der auf Hilfsdrehgestellen abgestellte Motorwagen SVT 137 234 c gesichtet werden.